# Psycho (Muse)
Psycho è un singolo promozionale del gruppo musicale britannico Muse, pubblicato il 12 marzo 2015 ed estratto dal settimo album in studio Drones.

## Descrizione
Terza traccia dell'album, il riff principale di Psycho veniva eseguito in concerto dal gruppo già dal 1999, durante il tour in supporto al loro primo album Showbiz. Il testo, invece, contiene riferimenti al film di Stanley Kubrick Full Metal Jacket, in particolare al lavoro svolto dal sergente istruttore per trasformare il protagonista in un «fottuto psicopatico».

## Promozione
Il brano è stato annunciato per la prima volta dal frontman Matthew Bellamy il 1º marzo 2015 attraverso il suo profilo Twitter, accompagnato da un link a un articolo trattante il controllo mentale, quest'ultimo legato alla tematica principale dell'album. Lo stesso ha aggiunto in seguito che non sarebbe stato trasmesso nelle stazioni radiofoniche in quanto ritenuto «troppo offensivo».
L'8 marzo i Muse hanno caricato attraverso Instagram un breve audio di loro intenti a missare il brano, mentre quattro giorni più tardi è stato reso disponibile il download digitale dello stesso in concomitanza con l'annuncio dell'album. In quest'ultima data, è stato pubblicato un lyric video diretto da Tom Kirk.
Il 12 maggio, il brano è stato inserito come b-side del CD singolo di Dead Inside.

## Accoglienza
Subito dopo la pubblicazione di Psycho, la rivista britannica NME ha recensito il brano, apprezzandone la sua immediatezza e definendolo «un ritorno all'essenziale», un brano «crudo» con «riff taglienti».

## Formazione
Gruppo
- Matthew Bellamy – voce, chitarra
- Chris Wolstenholme – basso, cori
- Dominic Howard – batteria

Altri musicisti
- Olle "Sven" Romo – programmazione aggiuntiva
- Will Leon Thompson (drill sergeant) – dialogo
- Michael Shilgan (recruit) – dialogo

Produzione
- Robert John "Mutt" Lange – produzione
- Muse – produzione
- Tommaso Colliva – produzione aggiuntiva, ingegneria del suono, ingegneria sintetizzatori modulari
- Rich Costey – produzione aggiuntiva, missaggio
- Adam Greenholtz – ingegneria del suono aggiuntiva
- Eric Moshes – assistenza ingegneria del suono
- Tom Baley – assistenza ingegneria del suono
- John Prestage – assistenza ingegneria del suono
- Giuseppe Salvagoni – assistenza ingegneria del suono
- Jacopo Dorigi – assistenza ingegneria del suono
- Martin Cooke – assistenza tecnica
- Nick Fourier – assistenza tecnica
- Mario Borgatta – assistenza missaggio
- Giovanni Versari – mastering
- Matt Mahurin – direzione artistica
- Durand Trench – registrazione dialoghi

## Classifiche
| Classifica (2015)                | Posizione massima |
| -------------------------------- | ----------------- |
| Australia                        | 44                |
| Austria                          | 56                |
| Belgio (Fiandre)                 | 38                |
| Belgio (Vallonia)                | 10                |
| Finlandia                        | 8                 |
| Francia                          | 13                |
| Germania                         | 96                |
| Irlanda                          | 78                |
| Italia                           | 70                |
| Paesi Bassi                      | 58                |
| Regno Unito                      | 55                |
| Regno Unito (rock & metal)       | 1                 |
| Spagna                           | 25                |
| Stati Uniti (alternative)        | 39                |
| Stati Uniti (mainstream rock)    | 29                |
| Stati Uniti (rock & alternative) | 18                |
| Svizzera                         | 13                |